# Мандерн
Мандерн (нім. Mandern) — громада в Німеччині, розташована в землі Рейнланд-Пфальц. Входить до складу району Трір-Саарбург. Складова частина об'єднання громад Кель-ам-Зе.
Площа — 23,96 км2. Населення становить 849 ос. (станом на 31 грудня 2020).